# Massimo (Musiker)
Massimo (eigentlich Massimiliano Sapienza; * 1975 in Catania, Sizilien) ist ein italienischer Noisemusiker. Er studiert in Catania Politik- und Sozialwissenschaften.
1999 debütierte er mit der CD „Massimo“, die ebenso wie die folgende CD „Minimo“ in ihrer Minimalität eher an Clicks'n'Cuts denken ließ. Seinen Durchbruch stellte dann erst die 20 Minuten lange Mini-CD "Hey Babe, Let Me See Your USB and I’ll Show You My FireWire" von 2001 dar, eine ebenso rhythmische wie lärmende Klangkulisse, ausschließlich auf Trompetensamples basierend und mit dem Computer stark manipuliert. Das Cover der CD erregte dabei mindestens ebenso viel Aufsehen wie die CD selbst.
Zahlreiche der von Kritikern gebrauchten Schubladen zur Beschreibung seiner Musik wies Massimo deutlich zurück (I don’t know what to call it but I fucking know what not to call it. So please stop use the terms "power electronics", "laptop punk", "glitch and cuts" or "post-microsound stew".). Das im Jahr 2002 erschienene Album "Hello Dirty" ließ er jedoch bewerben mit File under: sex/noise/armageddon. Massimo hat in zahlreichen europäischen wie außereuropäischen Ländern Konzerte gegeben, 2003 war er neben Arto Lindsay, Planet Funk, DJ Llorca, Vladislav Delay und Prefuse 73 Gegenstand des Doku-Spielfilms Mundo civilizado.

## Diskografie
- 1999: „Massimo“, CDR, (Microwave)
- 2000: „Minimo“, CD, (Staalplaat)
- 2000: „InvalidObject Series (Var)“, 3"-CD, (Fällt)
- 2000: „Works For Fals.ch“, Download, (Fals.ch)
- 2001: „Hey Babe, Let Me See Your USB and I'll Show You My FireWire“, 3"-CD, (Mego)
- 2002: „Hello Dirty“, CD, (Mego)